# Enno Littmann
Ludwig Richard Enno Littmann (Oldenburg, 16 settembre 1875 – Tubinga, 4 maggio 1958) è stato un orientalista tedesco oltre che un semitista e un etiopista di fama internazionale.

## Biografia
Littmann studiò Teologia Evangelica, Studi orientali, Germanistica Anglistica e Filologia classica a partire dal 1894 a Berlino (con August Dillmann), Greifswald e Halle (Saale).
Nel 1898 ottenne la funzione di Oberlehrer (docente) di "Ebraistica" e conseguì un dottorato in "Filologia orientale" sulla lingua tigrina dell'Abissinia. Dal 1898 al 1900 approfondì i suoi studi con Theodor Nöldeke a Strasburgo e prese parte a una spedizione etnografica in Siria e Palestina, che fu ripetuta nel 1904. Dal 1901 al 1904 insegnò alla Princeton University e nel 1905, partecipò a una spedizione nel Tigrè per studiare la lingua e la cultura eritrea. Nel 1906 condusse la leggendaria "Aksum-Expedition" tedesca, che compì i primi scavi archeologici ad Axum in quello Stato che viene oggi chiamato Tigray (già Tigrè) (Etiopia settentrionale).
Nel 1906 fu nominato professore di Studi Orientali a Strasburgo e nel 1911 insegnò Filologia semitica nell'Università khediviale del Cairo, avendo come collega Carlo Alfonso Nallino; nel 1914 insegnò a Gottinga, nel 1917 a Bonn e nel 1921 a Tubinga, dove rimase fino al 1951, anno del suo pensionamento. Campo privilegiato dei suoi studi e ricerche furono l'Etiopistica e l'Arabia meridionale preislamica (cfr. Storia dell'antico Yemen).
Littmann è stato membro dell'Accademia di lingua araba del Cairo, dove fu più volte visiting professor, nonché della accademie scientifiche di Berlino, Gottinga, Magonza, Copenaghen, Amsterdam, Bruxelles, Roma, Parigi e Vienna. Insegnò anche nella Università Egiziana (oggi Università del Cairo).

Nel 1931, fu insignito dell'onorificenza Pour le Mérite per le Scienze e delle Arti e tra il 1952 e il 1955 fu Cancelliere dell'Ordine.
Conosceva la lingua inglese, il francese, l'italiano, il latino e il greco e parlava correntemente ebraico, persiano moderno, turco e arabo, e numerosi suoi dialetti, così come l'amarico e le lingue parlate etiopiche del tigrè, del ge'ez e del tigrino.
Littmann ha innanzi tutto tradotto integralmente in tedesco Le mille e una notte. La sua edizione (6 volumi, per quasi 5.000 pagine) fu pubblicata per i tipi di Insel-Verlag, e fu da lui rivista più volte fino alla sua morte. Ancor oggi è disponibile in libreria.

La sua bibliografia comprende oltre 550 voci.
Tra il 1905 e il 1906 gli fu affidata la direzione della "Aksum-Expedition" tedesca, che condusse ricerche e studi storico-archeologici e architettonici nel nord dell'Etiopia e nella colonia italiana dell'Eritrea. I suoi collaboratori furono Daniel Krencker e Theodor von Lüpke.
Littmann, il cui campo d'indagine abbracciava sia l'Oriente antico sia l'Oriente moderno (compresi Israele e Palestina classici e contemporanei), è considerato in Germania l'ultimo dei "grandi orientalisti europei", il cui lavoro di tutta una vita è sostanzialmente ineguagliato quantitativamente e qualitativamente. Ad Addis Abeba la sua memoria, anche a 50 anni dalla "Aksum-Expedition" era tanto vivida che, in occasione della sua morte, su disposizione dell'imperatore Hailé Selassié, le bandiere furono abbassate a mezz'asta in segno di lutto e di rispetto.

## Il Fondo Littmann
Il fondo di Enno Littmann si trova principalmente nella Biblioteca di Stato di Berlino - Fondazione per il retaggio culturale prussiano (Staatsbibliothek zu Berlin - Preußischer Kulturbesitz) e nell'Archivio dell'Accademia Austriaca delle Scienze di Vienna (Archiv der Österreichischen Akademie der Wissenschaften in Wien). Il Fondo relativo all'Etiopia e all'Eritrea si trova a Vienna (Fondo Maria Höfner) e il suo esame è stato recentemente affrontato tra il 2009 e il 2010 da Hatem Elliesie della Freie Universität Berlin (Libera Università di Berlino). Inoltre, l'archivio dell'Accademia di Berlino-Brandeburgo di Scienze (Archiv der Berlin-Brandenburgischen Akademie der Wissenschaften) conserva la maggior parte delle lettere e delle cartoline che Enno Littmann scrisse a Eduard Meyer. L'impegno del Fondo è quello di mettere online il materiale sul sito web dell'Archivio dell'Accademia Austriaca delle Scienze, dopo l'apertura avvenuta nel 2011.

## Le Littmann-Konferenzen
Nel 2002 vide la luce la Prima Conferenza Internazionale a lui dedicata, dedicata al tema "Archeologia e storia del Corno d'Africa" (Archäologie und Geschichte des Horns von Afrika), presso il Museo di Etnologia di Monaco di Baviera. Nel gennaio del 2006 ebbe luogo la Seconda Conferenza Internazionale Littmann ad Aksum (Provincia del Tigray), esattamente cento anni dopo l'arrivo della Deutsche Aksum-Expedition, focalizzata sulla storia e la cultura del Tigray e sul lavoro della Deutsche Aksum-Expedition, sotto il titolo "I 100 anni della Deutsche Aksum-Expedition" (100 Years German Aksum-Expedition), organizzato dal "Centro di Ricerca di Etiopistica" di Amburgo (Forschungsstelle Äthiopistik, Hamburg), in collaborazione con il Goethe-Institut di Addis Abeba.
La III Conferenza Internazionale Enno Littmann ha avuto luogo dal 1º a 4 aprile 2009 nella Freie Universität Berlin (Archeologia Libera Università di Berlino), organizzata dal Seminario di Semitica e Arabistica (Rainer Voigt), in collaborazione con il Deutsches Archäologisches Institut (Istituto di Archeologia tedesco) di Beirut (Manfred Kropp), il Deutsches Archäologisches Institut (Hans-Joachim Gehrke, Burkhard Vogt) e Orbis aethiopicus (Raunig).

## Principali pubblicazioni
- Eine amtliche Liste der Beduinenstämme des Ostjordanlandes. In: Zeitschrift des Deutschen Palästina-Vereins 24, 1901, S. 26–31.
- Neuarabische Volkspoesie, gesammelt und übersetzt. Berlin 1902 (online bei Archive.org).
- Semitic Inscriptions. New York 1904 (mit David Magie Jr. und Duana Reed Stuart; online su Archive.org).
- Deutsche Aksum-Expedition.  Vol. 1, 3, 4. Berlino, Reimer, 1913.
- Semitic Inscriptions. Section A–D. (Syria. Publications of the Princeton University Archaeological Expedition to Syria in 1904–5 and 1909, Division IV), Leida, 1914–49.
- Morgenländische Wörter im Deutschen. Berlino, 1920; dsgl., 2. verm. u. verb. Aufl., Tubinga, 1924.
- Vom morgenländischen Floh. Dichtung und Wahrheit über den Floh bei Hebräern, Syriern, Arabern, Abessiniern und Türken. Lipsia, 1925
- Ein Jahrhundert Orientalistik. Lebensbilder aus der Feder von E. L., a cura di Rudi Paret e Anton Schall, Wiesbaden 1955
- Wörterbuch der Tigre-Sprache. Lfg. 1–3, Wiesbaden. 1956–58
- Die Erzählungen aus den Tausendundein Nächten (I racconti de Le Mille e una notte, (6 voll.), ISBN 3458347437
- Arabische Beduinenerzählungen. ISBN 3487126036